# 俠盜風流
《俠盜風流》，1979年麗的電視武俠劇，全劇共8集。1979年9月1日-10月20日首播，逢周六播出。由著名導演徐克及麥當雄監製。

## 更名
本劇原名《盜帥留香》，但由于与同期的無綫電視劇集《楚留香》（鄭少秋、趙雅芝、汪明荃主演）産生版權糾紛，播出前被迫更名。而且，劇中人物名稱、稱謂等全部進行配音更改。如劇中“楚留香”三字被隱去，只以“盜帥”稱呼主角。

## 播出安排
本劇播出時間為1979年9月1日，比無綫電視的《楚留香》（1979年9月3日播出）播出時間早，但安排在周六播出，避免与《楚留香》正面對決。
如此安排據傳目的在于：1979年《天蚕變》一劇，促使無綫電視腰斬單元節目，急召鄭少秋等人拍攝《楚留香》，威脅到《天蠶變》的收視率。同時，麗的電視一方隨即反應，麥當雄抽調潘志文等人拍攝同樣講述楚留香故事的《俠盜風流》，以削弱《楚留香》收視率，從而保障《天蚕變》的收視率。

## 演員表
| 演員   | 角色       | 原著人物   |
| 潘志文 | 盜 帥      | 楚留香     |
| 魏秋樺 | 杜紅娟     | 蘇蓉蓉     |
| 秦 沛  | 無 塵      | 無 花      |
| 張 瑛  | 釋塵大師   |            |
| 羅樂林 | 江湖一點紅 | 中原一點紅 |
| 曾 江  | 宮冰雁     | 姬冰雁     |
| 萬梓良 | 南宮逸     | 南宮靈     |
| 劉國誠 | 古鐵花     | 胡鐵花     |
| 馬敏兒 | 楚湘雲     | 沈珊姑     |
| 張瑪莉 | 宮飛燕     | 宮南燕     |
| 文雪兒 | 黑琥珀     | 黑珍珠     |
| 阮佩珍 | 葉小仙     | 李紅袖     |
| 陳婉薇 | 柳貞貞     | 宋甜兒     |
| 苗金鳳 | 秋紅葉     | 秋靈素     |
| 薛家燕 | 龍蕭公主   | 琵琶公主   |
| 容惠雯 | 曲無愁     | 曲無容     |
| 關雪麗 | 金菩薩     | 石觀音     |
| 亦 嘉  | 上官靜     | 長孫紅     |
| 施 明  | 上官燕     |            |
| 苗嘉麗 | 王 妃      | 樓蘭皇妃   |
| 蔡瓊輝 | 冷無眉     | 柳無眉     |
| 陳曼娜 | 水母天姬   | 水母陰姬   |
| 梁 天  | 碧玉魔丐   |            |
| 葉天行 | 天楓十四郎 |            |
| 王 偉  | 札金爾     | 札木合     |
| 凌文海 | 煙霞國國王 | 樓蘭王     |
| 張海耀 | 杜 凡      | 杜 怀      |
| 鄭 雷  | 敏將軍     | 敏將軍     |
| 區 嶽  | 洪桐國     |            |
| 馬宗德 | 柳飛煙     |            |
| 高 雄  | 司徒流星   |            |
| 李天鷹 | 麥震天     |            |
| 伍永森 | 青鬍子     | 青鬍子     |
| 莫慶忠 | 龍劍飛     |            |
| 馬宗德 | 徐風木     |            |
| 吳 桐  | 李觀魚     | 萬花莊莊主 |
| 李 岡  | 李雪衡     | 李玉函     |
| 阮惠熊 | 金猴子     | 孫猴子     |
| 張鴻昌 | 歐陽煜     |            |
| 董 驃  | 吳菊軒     | 吳菊軒     |
| 文千歲 | 上官迅     |            |
| 林錦棠 | 鐵耳神捕   |            |
| 苗可秀 | 高 雅      | 高亞男     |

## 鏈接
- 俠盜風流簡介及劇照 （页面存档备份，存于）